# Hô Đồ Bích
Hô Đồ Bích (giản thể: 呼图壁县; phồn thể: 呼圖壁縣; bính âm: Hūtúbì Xiàn; Uyghur: قۇتۇبى ناھىيىسى‎, ULY: Qutubi Nahiyisi, UPNY: K̡utubi Nah̡iyisi?) là một huyện của Châu tự trị dân tộc Hồi Xương Cát, khu tự trị Tân Cương, Trung Quốc.

### Trấn
| - Hô Đồ Bích (呼图壁镇) - Dại Phong (大丰镇) - Tước Nhĩ Câu (雀尔沟镇) | - Chấp Lý Điếm (廿里店镇0 - Viên Hộ Thôn (园户村镇) - Ngũ Công Đài (五工台镇) |

### Hương dân tộc
- Hương dân tộc Kazakh - Thạch Thê Tử (石梯子哈萨克民族乡)
- Hương dân tộc Kazakh - Độc Sơn Tử (独山子哈萨克族乡)